# Sant Vicenç d'Artedó
Sant Vicenç d'Artedó és una obra del municipi d'Alàs i Cerc (Alt Urgell) protegida com a bé cultural d'interès local.

## Descripció
L'església de Sant Vicenç d'Artedó consta d'una sola nau construïda segons la mateixa orientació del desnivell que fa el vessant on s'assenta la població. Adossada a l'oest trobem la sagristia, també de planta rectangular i sobre la qual hi ha el cor.
L'església es presenta com un espai de planta central, més o menys quadrangular, cobert amb volta d'aresta a la qual s'obren quatre capelles orientades en sentit cruciforme a través de quatre arcs torals en arc de mig punt. En una d'elles hi ha l'altar major.
Els arcs de l'interior de l'església presenten motllures de secció quadrangular que es desenvolupen a partir de frisos de secció de quart de cercle.
La il·luminació natural de l'església s'aconsegueix a través de tes obertures practicades sobre el mur de migdia, una d'elles, la central i la més gran, de forma semicircular, i les altres dues que la flanquegen, coronades en arc de mig punt, que estan decorades amb vidres de colors.
La porta d'accés al temple s'obre a la base del campanar de torre situat a la cantonada nord-oest del temple. Aquesta presenta una llinda, amb dovelles de granit que formen una motllura, amb la següent inscripció: ORTODO Y Cª BESOLI Ror + 1903.
El campanar de torre de l'església de Sant Vicenç d'Artedó és de planta quadrada amb tres motllures horitzontals. A la part superior, on trobem les campanes, hi ha quatre obertures d'arc de mig punt. La coberta és plana i originàriament presentava merlets.
Els paraments interiors del temple estan arrebossats i a l'exterior són de carreuons toscament desbastats i grans carreus quadrangulars a les cantoneres. Part d'aquests carreus podria venir de l'església vella d'Artedó. A la part baixa del campanar trobem un carreu amb la inscripció JOAN DOLZA 1684 que demostra aquest reaprofitament.
La coberta del conjunt és de llosa, a triple vessant en el cas de l'espai central de culte i de doble vessant en la sagristia.

## Història
L'esment més antic de la vila d'Artedó el trobem l'any 902. L'església de Sant Vicenç d'Artedó apareix citada en la relació d'esglésies visitades pels delegats de l'arquebisbe de Tarragona els anys 1312 i 1314. També apareix en els llibres de visites de la diòcesi del 1515 -data a partir de la qual es troba escrit Ortedó-, del 1575 -en què s'ordenà l'acabament de la rectoria- i del 1758 -moment en què tenia com a sufragània l'església de Sant Esteve de Lletó i les capelles de Sant Pere i Sant Roc-. Aquesta església parroquial estava situada a l'actual cementiri d'Artedó.
A inicis del segle XX es construeix el nou temple segons el projecte de l'arquitecte Calixte Freixa i Pla i s'aprofitaren materials de l'antiga església.
La nova església fou inaugurada pel bisbe Joan Josep Laguarda i Fenollera el 22 de gener de 1903, quan encara no s'havia acabat el campanar.
Actualment l'església parroquial de Sant Vicenç d'Artedó està supeditada a l'església parroquial de Sant Esteve d'Alàs.